# Manchester (Kentucky)
Manchester è un comune degli Stati Uniti d'America, situato nello Stato del Kentucky, nella contea di Clay, della quale è il capoluogo.